# Panic (plante)
Pour les articles homonymes, voir Panic.
Taxons concernés
Dans la famille des Poaceae :
- voir textemodifier

Le mot Panic est un terme du vocabulaire courant qui désigne plusieurs espèces de plantes exclusivement de la famille des Graminées (Poaceae). Ce nom ne correspond pas à un niveau précis de classification scientifique des espèces. C'est-à-dire qu'il s'agit d'un nom vernaculaire ou vulgaire dont le sens est ambigu en biologie car il désigne seulement une partie des différentes espèces de plantes classées dans la famille des Poaceae. Cette vaste famille regroupe en effet à la fois le blé, le chiendent et le panic. Toutefois, les genres les plus concernés par cette appellation sont Dichanthelium et Panicum.

## Liste des taxons appelés «panic»
- Panic (Panicum miliaceum)[1]
- Panic à épis en chenillettes (Brachiaria eruciformis)[1]
- Panic à feuilles acuminées (Dichanthelium acuminatum)[2]
- Panic à feuilles linéaires (Dichanthelium linearifolium)[2]
- Panic à feuilles lisses (Panicum schinzii)[1]
- Panic à fleurs dichotomes (Panicum dichotomiflorum subsp. dichotomiflorum)[2]
- Panic à fleurs peu nombreuses (Dichanthelium oligosanthes)[2]
- Panic à fleurs peu nombreuses (Dichanthelium oligosanthes subsp. oligosanthes)[2]
- Panic à fruits sphériques (Dichanthelium sphaerocarpon)[2]
- Panic à inflorescence dichotome (Panicum dichotomiflorum)[1],[2]
- Panic à larges feuilles (Dichanthelium latifolium)[2]
- Panic à ligule longue (Dichanthelium longiligulatum)[2]
- Panic allongé (Dichanthelium perlongum)[2]
- Panic appauvri (Dichanthelium depauperatum)[2]
- Panic à petits épillets (Echinochloa muricata var. microstachya)[1]
- Panic à touffe dense (Dichanthelium implicatum)[2]
- Panic bleu (Panicum antidotale)[1]
- Panic boréal (Dichanthelium boreale)[2]
- Panic brillant (Dichanthelium dichotomum subsp. dichotomum)[2]
- Panic brillant (Dichanthelium dichotomum)[2]
- Panic capillaire (Panicum capillare)[1],[2]
- Panic clandestin (Dichanthelium clandestinum)[2]
- Panic colonisateur (Echinochloa colonum)[1]
- Panic d'automne (Panicum dichotomiflorum)[1],[2]
- Panic d'automne dressé (Panicum dichotomiflorum subsp. dichotomiflorum)[2]
- Panic de Commons (Dichanthelium commonsianum)[2]
- Panic dédaigné (Dichanthelium spretum)[2]
- Panic de Gattinger (Panicum philadelphicum)[2]
- Panic de Hillman (Panicum hillmanii)[1]
- Panic de Leiberg (Dichanthelium leibergii)[2]
- Panic de Lindheimer (Dichanthelium lindheimeri)[2]
- Panic de Philadelphie (Panicum philadelphicum)[2]
- Panic de Scribner (Dichanthelium oligosanthes subsp. scribnerianum)[2]
- Panic des cultivateurs (Echinochloa colonum)[1]
- Panic des marais (Echinochloa crus-galli)[1],[2]
- Panic des Puritains (Panicum dichotomiflorum subsp. puritanorum)[2]
- Panic des rizières (Panicum dichotomiflorum)[1],[2]
- Panic des sources thermales (Dichanthelium thermale)[2]
- Panic de Wilcox (Dichanthelium wilcoxianum)[2]
- Panic dichotome (Panicum dichotomum)[1]
- Panic dichotome (Panicum dichotomiflorum)[1]
- Panic dichotomique (Panicum dichotomiflorum)[1]
- Panic dressé (Panicum virgatum)[2]
- Panic du Brésil (Paspalum dilatatum)[1]
- Panic du district de Columbia (Dichanthelium portoricense)[2]
- Panic du Sonora (Panicum hirticaule subsp. sonorum)[2]
- Panic du Sud (Dichanthelium meridionale)[2]
- Panic en balais (Panicum scoparium)[1]
- Panic en forme de chenille (Brachiaria eruciformis)[1]
- Panic épineux (Echinochloa muricata)[1]
- Panic érigé (Panicum virgatum)[1]
- Panic fasciculé (Dichanthelium lanuginosum)[2]
- Panic fausse-agrostide (Coleataenia rigidula subsp. rigidula)[2]
- Panic fausse-agrostide (Coleataenia rigidula)[2]
- Panic fausse-agrostis (Coleataenia rigidula)[2]
- Panic faux millet (Panicum miliaceum)[1]
- Panic faux-millet (Panicum miliaceum)[1],[2]
- Panic faux-riz (Echinochloa oryzoides)[1]
- Panic flexible (Panicum flexile)[2]
- Panic hérissé (Echinochloa hispidula)[1]
- Panic jaunâtre (Dichanthelium xanthophysum)[2]
- Panic jaune (Dichanthelium xanthophysum)[2]
- Panic laineux (Dichanthelium lanuginosum)[2]
- Panic lanugineux (Dichanthelium lanuginosum)[2]
- Panic millet (Panicum miliaceum)[1],[2]
- Panic muriqué (Echinochloa muricata)[1]
- Panic ovale (Dichanthelium ovale)[2]
- Panic pied-de-coq (Echinochloa crus-galli)[1]
- Panic pied-de-coq (Echinochloa colonum)[1]
- Panic pied-de-coq (Echinochloa crus-pavonis)[1]
- Panic pourpré (Digitaria sanguinalis)[2]
- Panic précoce (pour Dichanthelium praecocius)[2]
- Panic pseudopubescent (Dichanthelium villosissimum)[2]
- Panic pubescent (Coleataenia longifolia subsp. longifolia)[2]
- Panic pubescent (Coleataenia longifolia)[2]
- Panic raide (Panicum virgatum)[2]
- Panic rameux (Brachiaria ramosa)[1]
- Panic rampant (Panicum repens)[1]
- Panic sanguin (Digitaria sanguinalis)[1],[2]
- Panic soyeux (Dichanthelium thermale subsp. sericeum)[2]
- Panic subvilleux (Dichanthelium subvillosum)[2]
- Panic velu (Dichanthelium villosissimum)[2]
- Panic vert (Setaria viridis)[1]

## Calendrier
Le 11 thermidor du calendrier républicain / révolutionnaire français est officiellement dénommé jour du panic, généralement chaque 29 juillet du calendrier grégorien.